# Setevidas (canção)
Setevidas (estilizado como SETEVIDAS ou 7 VIDAS) é o primeiro single do quarto álbum de estúdio da cantora de rock brasileira Pitty, também intitulado SETEVIDAS, lançado em 7 de maio de 2014.
O homônimo single explora um lado mais melancólico da baiana, que escolheu o rock por essência. "Eu me identifiquei, não é tão racional, é o que é mesmo; o discurso, a postura, a sonoridade". O refrão insiste que "só nos últimos cinco meses, eu já morri umas quatro vezes, ainda me restam três vidas pra gastar", em alusão às múltiplas vidas dos felinos. "Eu 'tô cercada de gatos por todos os lados; é o meu bicho", conta. O single foi lançado no dia 7 de maio de 2014, acompanhado do videoclipe. O clipe bateu a marca de 1 milhão de visualizações com pouco mais de um mês de lançamento. A música logo entrou para a trilha sonora da novela Geração Brasil.

## Divulgação
Antes de lançar o vídeo, Pitty fez contagem regressiva com seus fãs nas redes sociais e ainda filosofou: "A maçã é o 'não-pode' da mulher. Tomo posse da minha maçã, para comê-la como e quando desejar, e me recuso a ser expulsa do paraíso por isso".

## Videoclipe
Lançado no dia 7 de maio de 2014, dirigido e editado por Raul Machado.
O videoclipe é em um galpão, onde Pitty começa deitada e nua, se levanta, se veste e começa a tocar com sua banda, vestidos com cabeças de gato. Também aparece de topless em alguns momentos e deitada no chão, enquanto em outras imagens está com calça justa e jaqueta de couro.
O clipe estourou já na primeira semana de lançamento. Atualmente já ultrapassa 6 milhões de visualizações no YouTube.

## Lista de faixas
| Download digital |             |                |         |  |
| N.º              | Título      | Compositor(es) | Duração |  |
| 1.               | "Setevidas" | Pitty          | 4:13    |  |